# 아이리스 (4인조 음악 그룹)
아이리스(Irris)는 저스티스 레코드와 멜로 엔터테인먼트에 의해 결성되고 관리되는 대한민국의 걸 그룹이다. 이 그룹은 4명의 멤버로 구성된다: 아이엘, 리브, 윤슬, 니나. 이 그룹은 2022년 7월 6일 데뷔하였으며 첫 EP 음반 Wanna Know가 발매되었다.

## 그룹명
그룹명 아이리스(Irris)는 "I is the Reflection of Reality and IllusionS"와 "I tRuely Realized that I can be all colorS"를 의미한다. 그룹명은 그리스 신화속 무지개의 신 이리스의 영향을 받았다.

## 구성원
- 아이엘(I.L.) – 리더[1]
- 리브(Liv) – 댄서, 래퍼[1]
- 윤슬 – 보컬[1]
- 니나 – 댄서[1]

## 디스코그래피

### EP
- Wanna Know (2022년 7월 6일 발매)

### 싱글
- Wanna Know (2022년)

## 비디오그래피

### 뮤직 비디오
- Wanna Know (2022년) - 길이 3:01